# 5231 Verne
5231 Verne (1988 JV) là một tiểu hành tinh vành đai chính được phát hiện ngày 9 tháng 5 năm 1988 bởi C. S. Shoemaker ở Palomar.